# سینار
سینار (به انگلیسی: Sinar AG) نام یک شرکت سوئیسی است که در زمینه تولید دوربین قطع متوسط و دوربین قطع بزرگ فعالیت دارد.

## نام‌گذاری
توضیحات زیادی در خصوص وجه تسمیه کلمه سینار در نشریات متعدد ارائه شده‌است! اکثراً آن را مترادف کلمات: استودیو، صنایع، رپورتاژ، معماری، و طبیعت دانسته‌اند. در آوریل ۲۰۱۱ خود شرکت سینار خبری در نشریات برای توضیخ این کلمه انتشار داده و آن را اشاره‌ای به کلمات "Still, Industrial, Nature, Architectural and Reproduction photography" خوانده است.
هر چند بعید، ولی بعضی بر این عقیده‌اند که نام این شرکت مخفف استادانه و ابداعی از "Sinar" به معنی شعاع نور از زبان مالایی/اندونزیایی است.

## دوربین‌های سری P

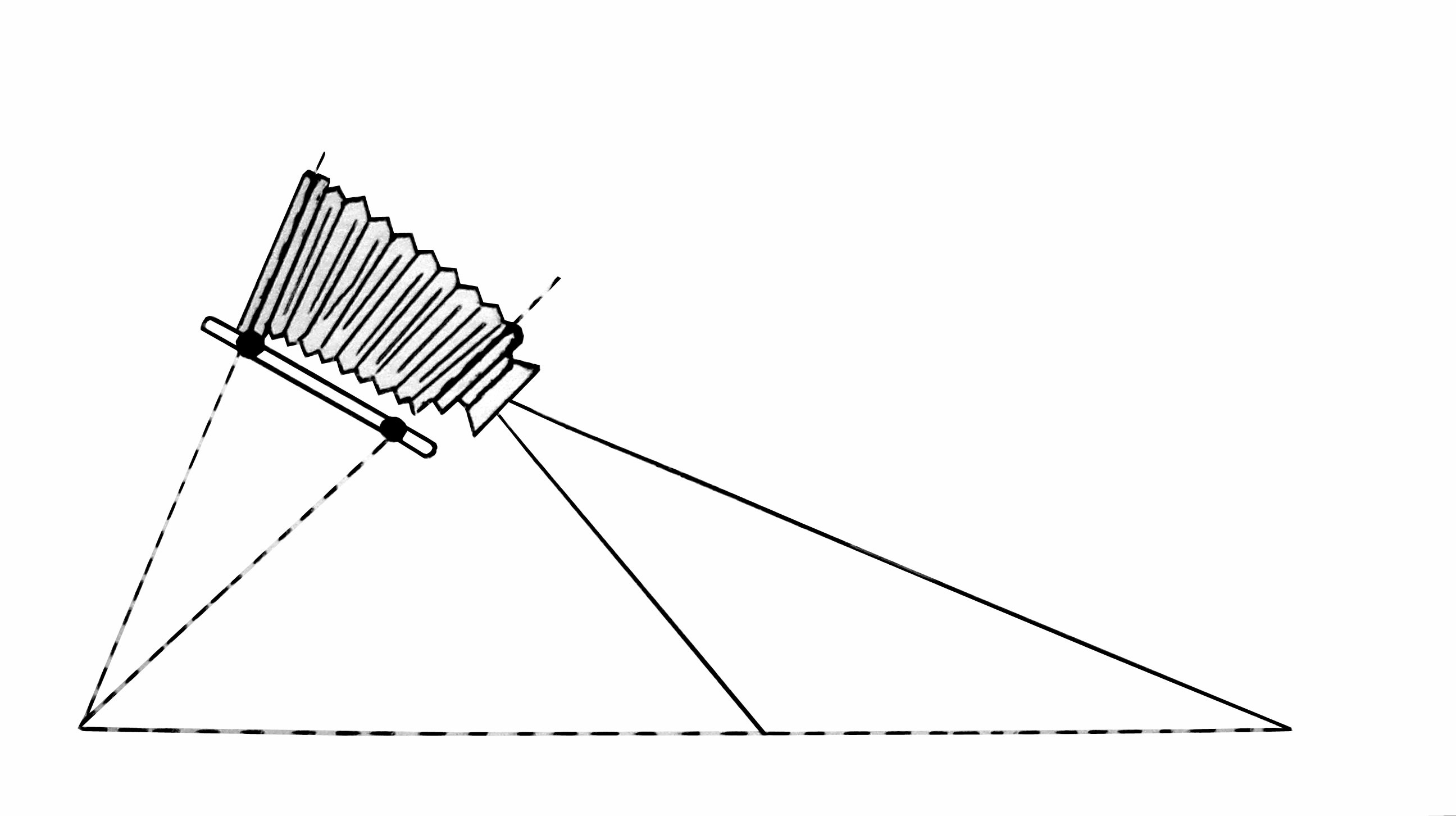
اصل شایم فلوک.

Sinar Pدربین‌های سری P سینار، در سال ۱۹۷۰ معرفی شده، تنظیمات تیلت و دستیابی به حداکثر دقیق در این تنظیمات از مزایای این سری محسوب می‌شد. علاوه بر این، قابلیت سوینگ باعث انطباق آن با اصل شایم فلوک گردید. در این حالت امتداد استاندارد جلو (لنز) و (فیلم)، با سطح سوژه در یک نقطه همدیگر را قطع می‌کنند. این حالت باعث به وجود آمدن حداکثر عمق میدان می‌گردد.

## دروبین‌های دیجیتال
سینار HY6

## تجهیزات
سینار تجهیزات فراوانی را در زمینه عکاسی به بازار عرضه کرده‌است. بسیاری از لوازم جانبی از بدو تأسیس شرکت ساخته شده‌اند، از جمله قاب فیلترهای ژلاتین برای اندازه 4x4 اینچ. بهترین آداپتورهای 4x5 اینچی برای انواع دوربین‌های: لینهوف، پلوبل و تویو از آن جمله است.

## نگارخانه

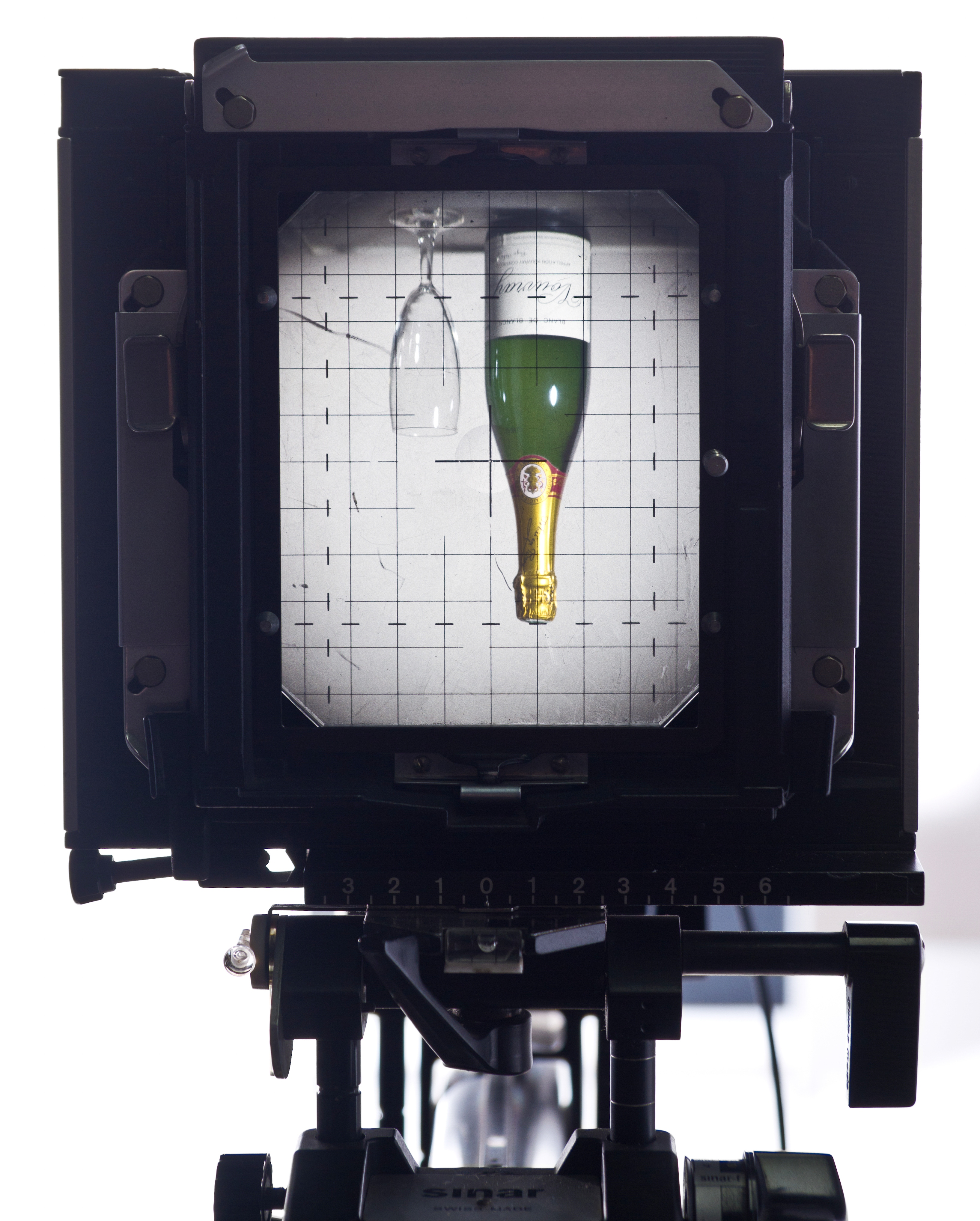
نمایش‌دهنده دوربین سینار F
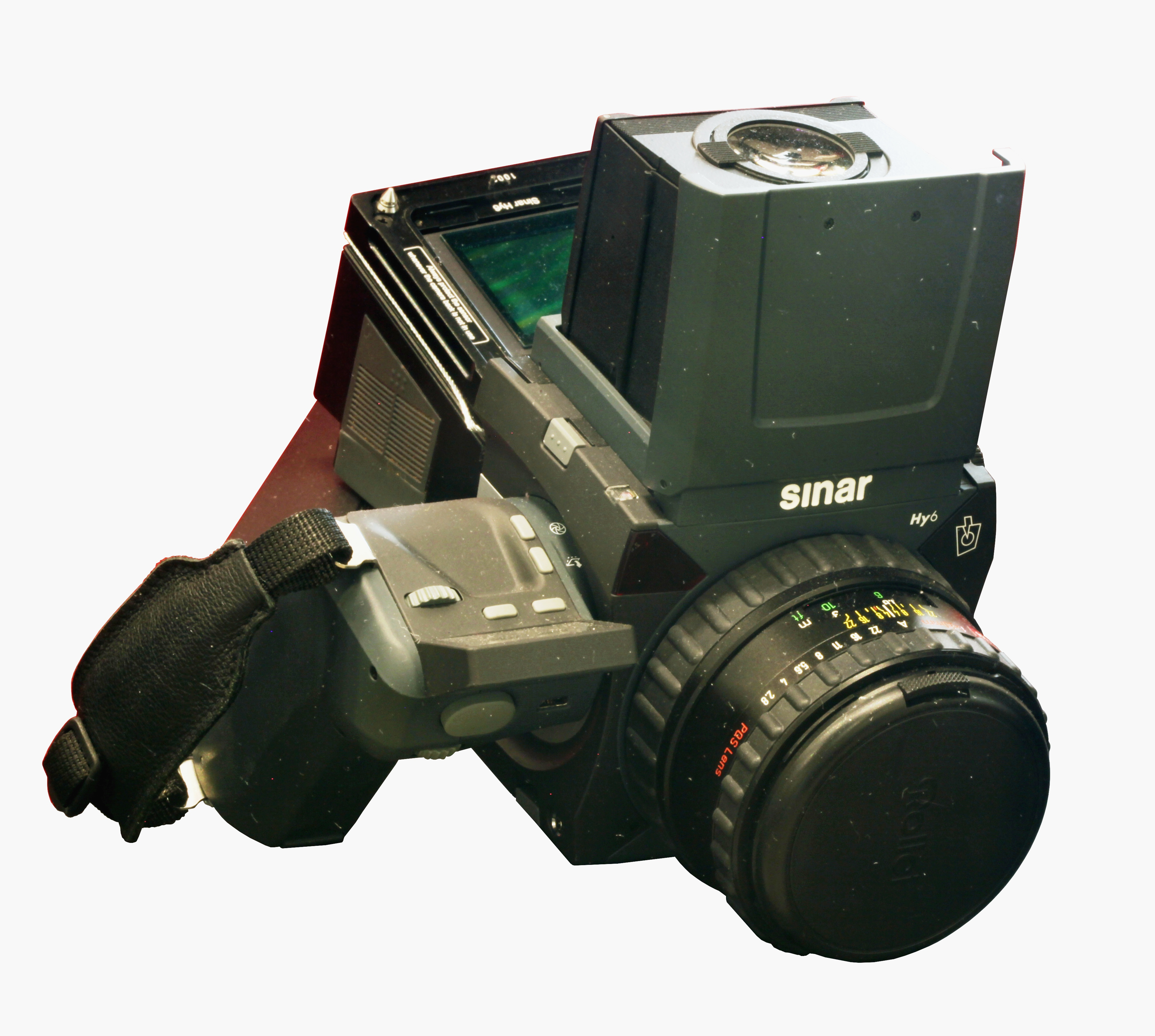
دوربین HY6 سینار
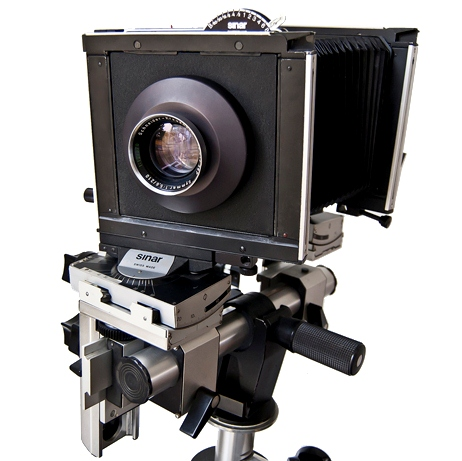
سینار P
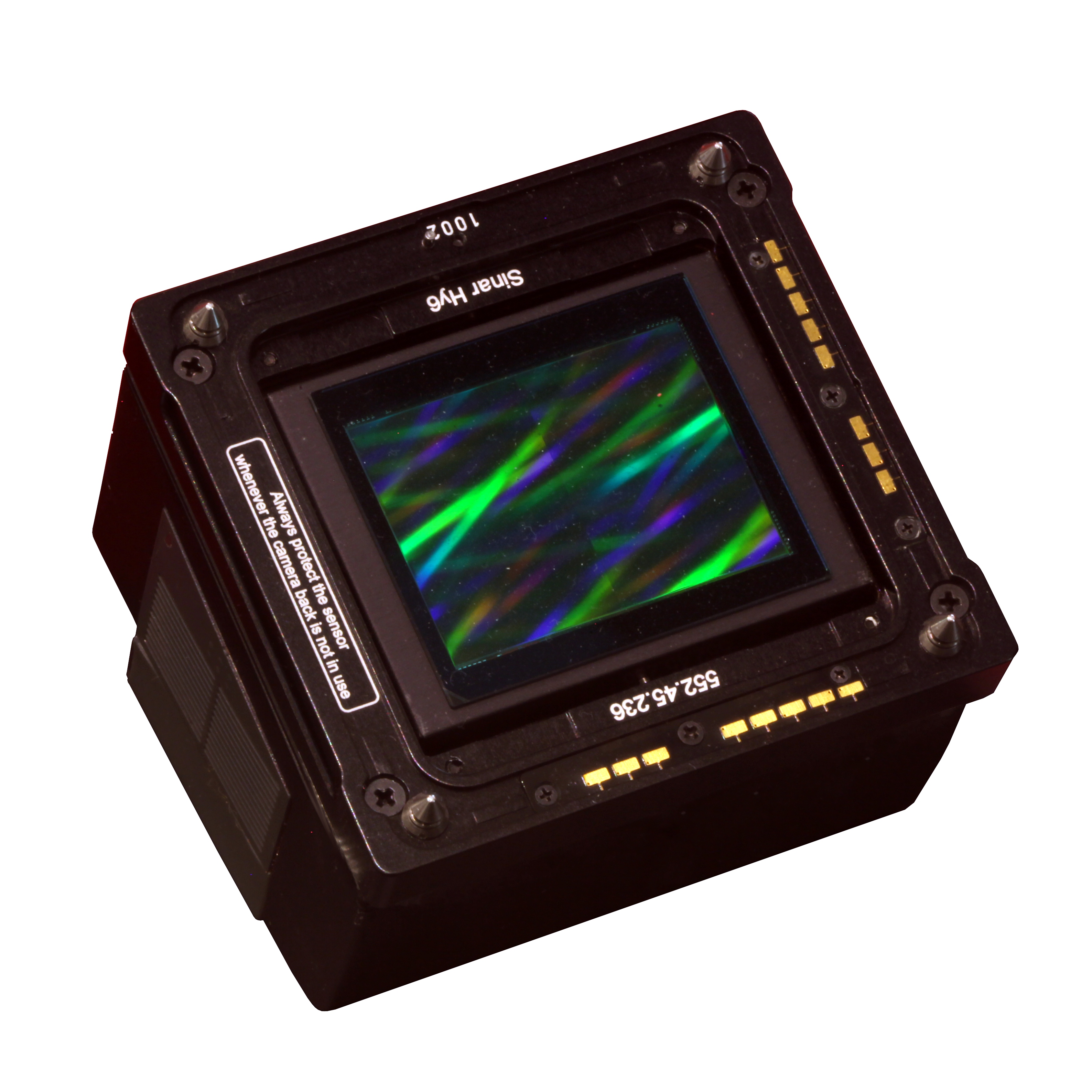
پشتی دیجیتال ۳۳ مگاپیکسلی، قطع متوسط، ارائیه شده در سال ۲۰۰۷.
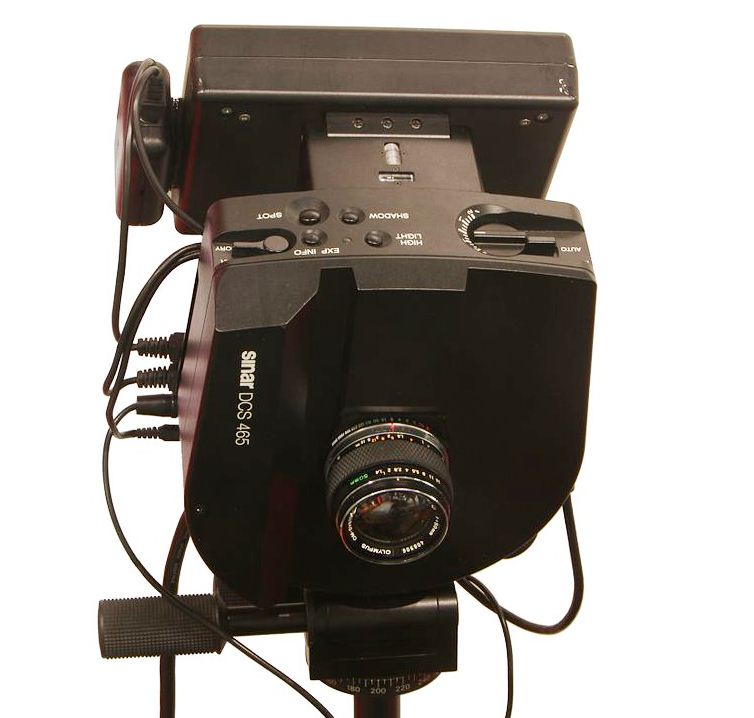
سینار DCS465